# Phần mềm đồ họa
Trong đồ họa máy tính, phần mềm đồ họa Lưu trữ ngày 14 tháng 4 năm 2023 tại Wayback Machine đề cập đến một chương trình hoặc bộ sưu tập các chương trình cho phép một người thao tác hình ảnh hoặc mô hình trực quan trên máy tính.
Đồ họa máy tính có thể được phân loại thành các loại khác nhau: đồ họa raster và đồ họa vector, với các biến thể 2D và 3D. Nhiều chương trình đồ họa tập trung hoàn toàn vào đồ họa vector hoặc raster, nhưng có một số ít hoạt động trên cả hai. Thật đơn giản để chuyển đổi từ đồ họa vector sang đồ họa raster, nhưng đi theo cách khác thì khó hơn. Một số phần mềm cố gắng để làm điều này.
Ngoài đồ họa tĩnh, còn có phần mềm chỉnh sửa hình ảnh động và phần mềm chỉnh sửa video. Các loại phần mềm khác nhau thường được thiết kế để chỉnh sửa các loại đồ họa khác nhau như video, ảnh và bản vẽ dựa trên vector. Các loại nguồn của đồ họa có thể khác nhau cho các tác vụ khác nhau, nhưng hầu hết có thể đọc và ghi file.
Hầu hết các chương trình đồ họa có khả năng nhập và xuất một hoặc nhiều định dạng tệp đồ họa, bao gồm các định dạng được viết cho một chương trình đồ họa máy tính cụ thể. Ví dụ về các chương trình như vậy bao gồm GIMP, Adobe Photoshop, CorelDRAW, Pizap, Microsoft Publisher, Picasa, v.v.
Việc sử dụng một palette màu là một bảng màu gồm các màu hoạt động được chọn và sắp xếp lại theo sở thích của người dùng. Một mẫu màu có thể được sử dụng trong một chương trình hoặc là một phần của bảng màu phổ quát trên hệ điều hành. Nó được sử dụng để thay đổi màu sắc của văn bản hoặc hình ảnh và trong chỉnh sửa video. Hoạt hình đồ họa vector có thể được mô tả như một chuỗi các phép biến đổi toán học được áp dụng theo trình tự cho một hoặc nhiều hình dạng trong một cảnh. Hoạt hình đồ họa raster hoạt động theo kiểu tương tự như hoạt hình dựa trên phim, trong đó một loạt các hình ảnh tĩnh tạo ra ảo ảnh của chuyển động liên tục.
Phần mềm dồ họa cho phép người dùng tạo hình minh họa, thiết kế, logo, hình ảnh 3 chiều, hoạt hình và hình ảnh tĩnh.

## Lịch sử
SuperPaint (1973) là một trong những ứng dụng phần mềm đồ họa sớm nhất.
Fauve Matisse (sau này là Macromedia xRes) là một chương trình tiên phong vào đầu những năm 1990, đáng chú ý là giới thiệu các tầng lớp trong phần mềm khách hàng.
Hiện tại Adobe Photoshop là một trong những chương trình đồ họa được sử dụng nhiều nhất và được biết đến nhiều nhất ở châu Mỹ, đã tạo ra nhiều giải pháp phần cứng tùy chỉnh hơn vào đầu những năm 1990, nhưng ban đầu phải chịu nhiều vụ kiện tụng khác nhau. CorelDraw nắm giữ một cơ sở người dùng mạnh hơn ở châu Âu so với Adobe. GIMP là một thay thế nguồn mở phổ biến cho Adobe Photoshop.